# چویس ایرویز
چویس ایرویز (به انگلیسی: Choice Airways) یک شرکت هواپیمایی است که در مارس ۲۷ ۲۰۰۹ میلادی تأسیس شده‌است. دفتر مرکزی چویس ایرویز در فورت لادردیل، فلوریدا، فلوریدا، ایالات متحده آمریکا واقع شده‌است و قطب این شرکت هواپیمایی در فرودگاه فورت لادرداله اگزکیوتیو قرار دارد.